# 幸福镇 (哈尔滨市)
幸福镇是中国黑龙江省哈尔滨市香坊区下辖的一个行政建制镇，位于市区东南部。

## 历史沿革
1956年设香坊乡，1958年改为香坊公社，1960年更名为幸福公社，1984年复建乡。